# Avren (huyện)
Avren là một huyện thuộc tỉnh Varna, Bungaria. Dân số thời điểm năm 2001 là 8714 người.